# Фонд спасения орангутанов Борнео
Фонд спасения орангутанов Борнео (англ. Borneo Orangutan Survival Foundation, англ. BOS, англ. BOSF) — индонезийская общественная организация, созданная с целью сохранения находящихся под угрозой исчезновения калимантанских орангутанов (охранный статус — в опасности: EN).
«Фонд спасения орангутанов Борнео» основан в 1991 году Вилли Смитсом и другими лицами.
Первоначально организация называлась Wanariset Orangutan Rehabilitation Centre в 1994 году переименована в Balikpapan Orangutan Society (BOS) и лишь с 2005 года получила текущее имя.
Функционирует по договору с индонезийским Министерством леса.
Возглавляет фонд (CE0) Джамартин Сихит (англ. Jamartin Sihite).
В 2005 году в головном офисе работало 354 сотрудников.
«Фонд спасения орангутанов Борнео» является крупнейшей в мире общественной организацией по сохранению находящихся под исчезновением приматов.